# 清明花属
清明花属（学名：Beaumontia）是夹竹桃科下的一个属，为藤本植物。该属共有15种，分布于亚洲热带地区。